# Tobin Bell
Tobin Bell, född i Queens i New York 7 augusti 1942, är en amerikansk skådespelare. Han är uppvuxen i Weymouth i Massachusetts och fick sitt genombrott i filmserien Saw som seriemördaren Jigsaw. 
Innan Saw-filmerna hade Bell mest sysslat med teater och haft en del biroller i olika filmer och TV-serier, bland annat i Seinfeld.

## Filmografi
| År   | Titel                                | Roll                    | Notering          |
| ---- | ------------------------------------ | ----------------------- | ----------------- |
| 1982 | Tootsie                              | Servitör                | okrediterad       |
| 1982 | The Verdict                          | Domstolsbesökare        | okrediterad       |
| 1988 | Mississippi Burning                  | Agent Stokes            |                   |
| 1989 | An Innocent Man                      | Zeke                    |                   |
| 1990 | False Identity                       | Marshall Errickson      |                   |
| 1990 | Loose Cannons                        | Gerber                  |                   |
| 1990 | Maffiabröder                         | Patrullerande polis     |                   |
| 1992 | Ruby                                 | David Ferrie            |                   |
| 1993 | Boiling Point                        | Roth                    |                   |
| 1993 | Firman                               | The Nordic Man          |                   |
| 1993 | I skottlinjen                        | Mendoza                 |                   |
| 1993 | Malice                               | Earl Leemus             |                   |
| 1995 | Serial Killer                        | William Lucian Morrano  | Direkt till video |
| 1995 | Snabbare än döden                    | Dog Kelly               |                   |
| 1996 | Cheyenne                             | Marshal Toynbee         |                   |
| 1998 | Brown's Requiem                      | Stan the Man            |                   |
| 1998 | Overnight Delivery                   | John Dwayne Beezly      |                   |
| 1998 | Best of the Best 4: Without Warning  | Lukast Slava            |                   |
| 1999 | The 4th Floor                        | Låssmeden               |                   |
| 2000 | Vägen till El Dorado                 | Zaragoza                | Röstskådespelare  |
| 2001 | Good Neighbor                        | Geoffrey Martin         |                   |
| 2002 | Power Play                           | Clemens                 |                   |
| 2002 | Black Mask 2: City of Masks          | Moloch                  |                   |
| 2004 | Saw                                  | John Kramer/Jigsaw      |                   |
| 2005 | Saw II                               | John Kramer/Jigsaw      |                   |
| 2006 | Saw III                              | John Kramer/Jigsaw      |                   |
| 2007 | Buried Alive                         | Lester                  |                   |
| 2007 | Decoys 2: Alien Seduction            | Professor Erwin Buckton | Direkt till video |
| 2007 | Spöktimmen: tänk inte på det         | The Stranger            | Direkt till video |
| 2007 | Boogeyman 2                          | Dr. Mitchell Allen      | Sidekick          |
| 2007 | Saw IV                               | John Kramer/Jigsaw      |                   |
| 2008 | Saw V                                | John Kramer/Jigsaw      |                   |
| 2009 | Saw VI                               | John Kramer/Jigsaw      |                   |
| 2010 | Saw 3D                               | John Kramer/Jigsaw      |                   |
| 2014 | Haunted                              | Seth                    |                   |
| 2014 | Finders Keepers                      | Dr. Freeman             |                   |
| 2017 | Jigsaw                               | John Kramer/Jigsaw      |                   |
| 2017 | 12 Feet Deep                         | McGradey                |                   |
| 2020 | The Call                             | Edward Cranston         |                   |
| 2021 | Aileen Wuornos: American Boogeywoman | Lewis Fell              |                   |
| 2023 | Saw X                                | John Kramer/Jigsaw      |                   |

| År   | Titel                                                | Roll                     | Notering                                                                                              |
| ---- | ---------------------------------------------------- | ------------------------ | --- |
| 1988 | The Equalizer                                        |                          | Episod: "The Day of the Covenant"                                                                     |
| 1989 | Perfect Witness                                      | Dillon                   | TV-film                                                                                               |
| 1990 | Alien Nation                                         | Brian Knox               | Episod: "Crossing the Line"                                                                           |
| 1990 | Jake and the Fatman                                  | Vic                      | Episod: "More Than You Know"                                                                          |
| 1990 | Broken Badges                                        | Martin Valentine         | Episod: "Pilot"                                                                                       |
| 1991 | Love, Lies and Murder                                | Al Stutz                 | TV-film                                                                                               |
| 1991 | The 100 Lives of Black Jack Savage                   |                          | TV-film                                                                                               |
| 1991 | Disney Presents: The 100 Lives of Black Jack Savage  | Tony Gianini             | Episod: "Pilot"                                                                                       |
| 1991 | Vendetta: Secrets of a Mafia Bride                   | Barman                   | TV-film                                                                                               |
| 1992 | Mann & Machine                                       | Richards                 | Episod: "No Pain, No Gain"                                                                            |
| 1992 | Calendar Girl, Cop, Killer? The Bambi Bembenek Story |                          | TV-film                                                                                               |
| 1992 | Silk Stalkings                                       | Emil Rossler             | Episod: "Hot Rocks"                                                                                   |
| 1993 | Seinfeld                                             | Ron                      | Episod: "The Old Man"                                                                                 |
| 1993 | Sex, Love, and Cold Hard Cash                        | Mansfield                | TV-film                                                                                               |
| 1993 | På spaning i New York                                | Donald Selness           | Episoder: "Personal Foul" "He's Not Guilty, He's My Brother"                                          |
| 1994 | Deep Red                                             | Warren Rickman           | TV-film                                                                                               |
| 1994 | Dead Man's Revenge                                   | Bullock                  | Television film                                                                                       |
| 1994 | Cityakuten                                           | Sjukhusadministratör     | Episod: "Day One"                                                                                     |
| 1994 | Mortal Fear                                          | Dr. Alvin Hayes          | TV-film                                                                                               |
| 1994 | New Eden                                             | Ares                     | TV-film                                                                                               |
| 1995 | Under Suspicion                                      | Ron O'Keefe              | Episod: "A Haunting Case"                                                                             |
| 1996 | The Babysitter's Seduction                           | Det. Frank O'Keefe       | TV-film                                                                                               |
| 1996 | The Lazarus Man                                      |                          | Episod: "Among the Dead"                                                                              |
| 1996 | Murder One                                           | Jerry Albanese           | Episod: "Chapter Twenty-Two"                                                                          |
| 1996 | Unabomber: The True Story                            | Theodore Kaczynski       | TV-film                                                                                               |
| 1996 | Chicago Hope                                         | Luther Evans             | Episod: "A Time to Kill"                                                                              |
| 1997 | La Femme Nikita                                      | Perry Bauer              | Episod: "Love"                                                                                        |
| 1997 | Nash Bridges                                         | William Boyd             | Episod: "Payback"                                                                                     |
| 1998 | Stargate SG-1                                        | Omoc                     | Episod: "Enigma"                                                                                      |
| 1998 | One Hot Summer Night                                 | Vincent "Coupe" De Ville | TV-film                                                                                               |
| 1998 | Walker, Texas Ranger                                 | Karl Storm               | Episoder: "The Wedding: Part 1" "The Wedding: Part 2"                                                 |
| 1998 | Hämnd AB                                             | Teddy Hix                | Episod: "Bitter End"                                                                                  |
| 1999 | Strange World                                        | Owen Sassen              | Episod: "Eliza"                                                                                       |
| 1999 | Kameleonten                                          | Mr. White                | Episod: "The World's Changing"                                                                        |
| 2000 | The X-Files                                          | Darryl Weaver            | Episod: "Brand X"                                                                                     |
| 2000 | Harsh Realm                                          | Slater                   | Episod: "Reunion"                                                                                     |
| 2001 | Once and Again                                       | Man in Suit              | Episod: "Aaron's Getting Better"                                                                      |
| 2001 | Sopranos                                             | Maj. Carl Zwingli        | Episod: "Army of One"                                                                                 |
| 2001 | Guardian                                             |                          | Episod: "The Funnies"                                                                                 |
| 2001 | Alias                                                | SD-6 Agent Karl Dreyer   | Episoder: "Time Will Tell" "Mea Culpa                                                                 |
| 2002 | Förhäxad                                             | Orin                     | Episod: "The Eyes Have It"                                                                            |
| 2002 | The West Wing                                        | Överste Whitcomb         | Episod: "Process Stories"                                                                             |
| 2003 | 24                                                   | Peter Kingsley           | Episoder: "Dag 2: 14:00 - 15:00" "Dag 2: 15:00 - 16:00" "Dag 2: 18:00 - 19:00" "Dag 2: 19:00 - 20:00" |
| 2004 | Revelations                                          | Nathan Volk              | 5 episoder                                                                                            |
| 2007 | The Kill Point                                       | Alan Beck                | 6 episoder                                                                                            |
| 2014 | Criminal Minds                                       | Malachi Lee              | Episod: "Blood Relations"                                                                             |
| 2014 | Wilfred                                              | Charles/The Man          | Episod: "Happiness"                                                                                   |